# The Temperance Movement
The Temperance Movement (IPA: [ðə ˈtɛmpəɹəns ˈmuːv.mənt]) sono stati un gruppo rock britannico in attività dal 2011 al 2019, fondato dal cantautore e polistrumentista Phil Campbell, dai chitarristi Luke Potashnick e Paul Sayer, dal bassista Nick Fyffe e dal batterista Damon Wilson. Nel 2016 Matt White subentrò a Potashnick, mentre l'anno successivo Wilson fu avvicendato da Simon Lea.
In momenti diversi hanno ricoperto il ruolo di gruppo spalla per alcuni degli esponenti più rappresentativi del blues rock e dell'heavy metal, tra cui i Rolling Stones, i Deep Purple e i Judas Priest. Il nome del quintetto – un rimando al Movimento per la temperanza, sodalizio internazionale del XIX secolo che avversava il consumo eccessivo di bevande alcoliche – fu scelto dai componenti della band come dichiarazione programmatica di un atteggiamento sobrio e misurato, volto a fare musica «in modo onesto e autentico».

## Storia
Le origini del gruppo risalgono a una collaborazione estemporanea – scaturita da uno scambio di brani originali tramite posta elettronica – fra il cantautore e polistrumentista scozzese Phil Campbell, già autore di alcuni album blues/folk, e i chitarristi Luke Potashnick e Paul Sayer, ambedue turnisti con precedenti esperienze come compositori e produttori artistici; al progetto aderirono poco dopo anche il batterista australiano Damon Wilson e il bassista Nick Fyffe, ex membro dei Jamiroquai. Il nome adottato dal quintetto è un chiaro riferimento al Movimento per la temperanza, un'associazione internazionale fondata nella prima metà dell'Ottocento, la cui finalità consisteva nel promuovere la totale astensione dall'uso di bevande alcoliche oppure un consumo moderato; secondo i componenti della band, tale denominazione può essere interpretata come una sorta di manifesto programmatico:

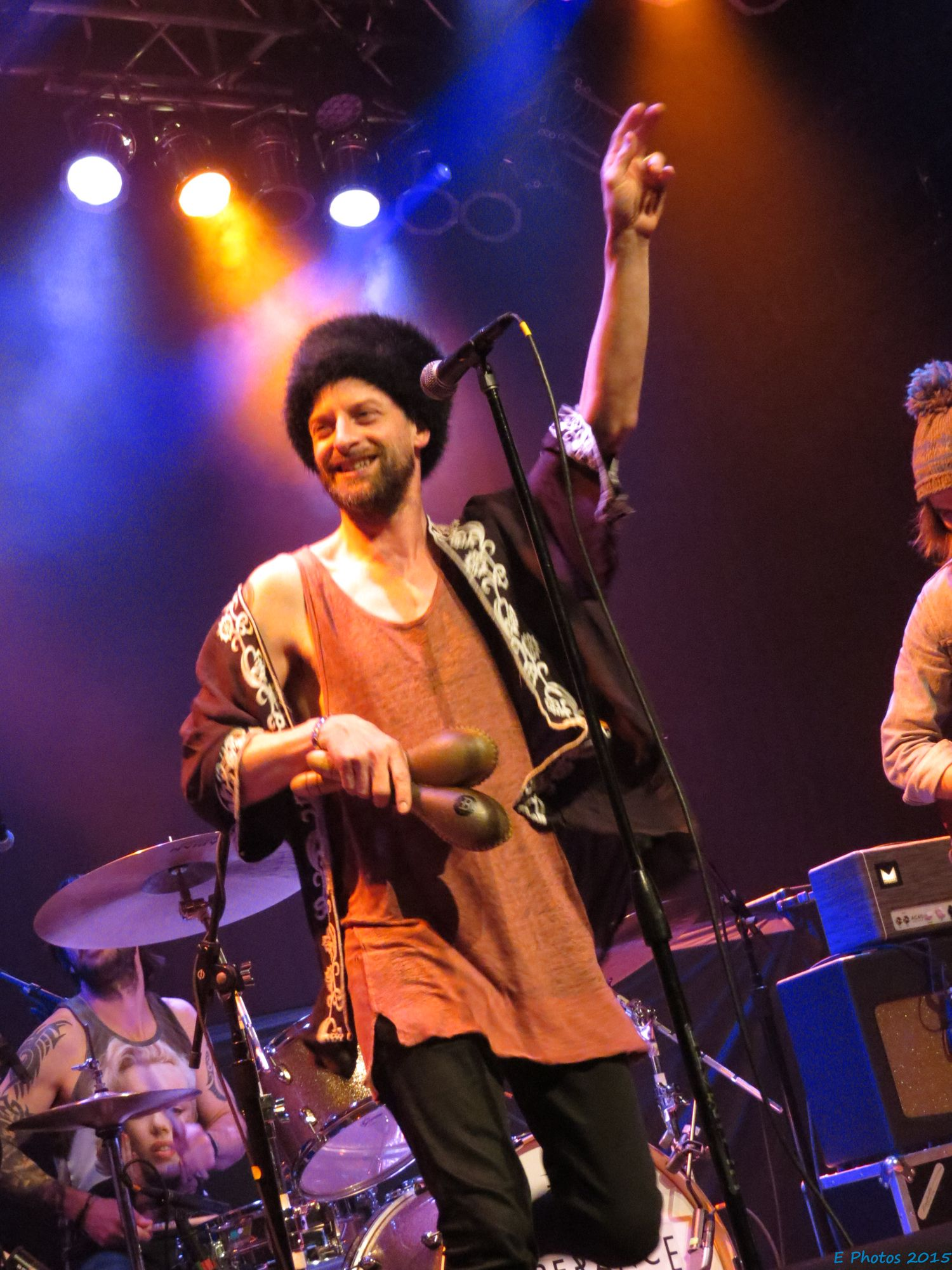
Il cantautore e polistrumentista scozzese Phil Campbell, frontman dei Temperance Movement

La prima prova discografica della band fu l'EP Pride del 2012, a cui l'anno successivo seguirono una breve tournée in Gran Bretagna – con una tappa al festival londinese Hard Rock Calling – e l'LP di debutto, intitolato The Temperance Movement, che fu accolto con valutazioni positive da parte della critica. La popolarità di Campbell e compagni crebbe in misura considerevole nel 2014, allorché Mick Jagger li scelse come gruppo spalla in occasione dei quattro concerti tenuti dai Rolling Stones a Berlino, Düsseldorf, Zurigo e Vienna; lo stesso anno vide la partecipazione della band alla rassegna Rock Werchter e la pubblicazione dell'album dal vivo Live in the UK, che documenta l'attività concertistica del quintetto.
Nel 2015 i Temperance Movement furono impegnati per quattro mesi nel loro primo tour in America del Nord, svolto in parte come spalla dei Rolling Stones e dei Blackberry Smoke, affermato collettivo country rock statunitense. In seguito il gruppo tornò in studio per registrare il disco White Bear, pubblicato nel 2016, che si distingue per sonorità tendenzialmente più aggressive e nel complesso per uno stile più eterogeneo rispetto al lavoro precedente. Frattanto, durante le fasi di preparazione dell'album, il chitarrista Luke Potashnick si era defilato dal progetto in modo tale da potersi concentrare sulle attività di compositore e produttore discografico, cedendo il posto al collega Matt White, un turnista che aveva maturato pregresse esperienze nell'ambito del rock alternativo; pochi mesi dopo anche il batterista Damon Wilson lasciò la band, venendo sostituito da Simon Lea.
A Deeper Cut, l'album successivo dei Temperance Movement, fu dato alle stampe nel 2018, raggiungendo la top ten dell'Official Albums Chart e attestandosi infine in sesta posizione. Nel medesimo anno il quintetto partì per un nuovo tour internazionale in appoggio ai Deep Purple e ai Judas Priest, prendendo parte anche al Montreux Jazz Festival.
Malgrado la formazione si sia di fatto sciolta nel 2019, in seguito sono state distribuite due raccolte che comprendono vecchie registrazioni in parte inedite.

## Stile musicale
La cifra espressiva dei Temperance Movement, contraddistinta da pronunciate ascendenze blues e country, richiama in maniera evidente il rock "classico" degli anni sessanta e settanta, tant'è che la rivista specializzata Loudwire ha descritto le loro sonorità come «una musica vecchia [ridisegnata] per le nuove generazioni», accostando il loro approccio artistico a quello dei moderni interpreti del rock alternativo. In termini generali, lo stile del gruppo rientra quindi nei canoni del roots rock, del blues rock e dell'hard rock; nella produzione in studio e nel variegato repertorio eseguito dal vivo non manca inoltre qualche incursione nel folk, genere già esplorato dal frontman Phil Campbell in occasione delle sue precedenti esperienze come cantautore solista.
Fra le loro principali fonti d'ispirazione, i componenti del quintetto hanno citato i Rolling Stones, Peter Green, i Free, i Faces, i Creedence Clearwater Revival, Lowell George, i Black Crowes, i Pearl Jam, i Queens of the Stone Age e gli Smashing Pumpkins, nonché artisti alternative country quali Ryan Adams e i Wilco.

## Formazione

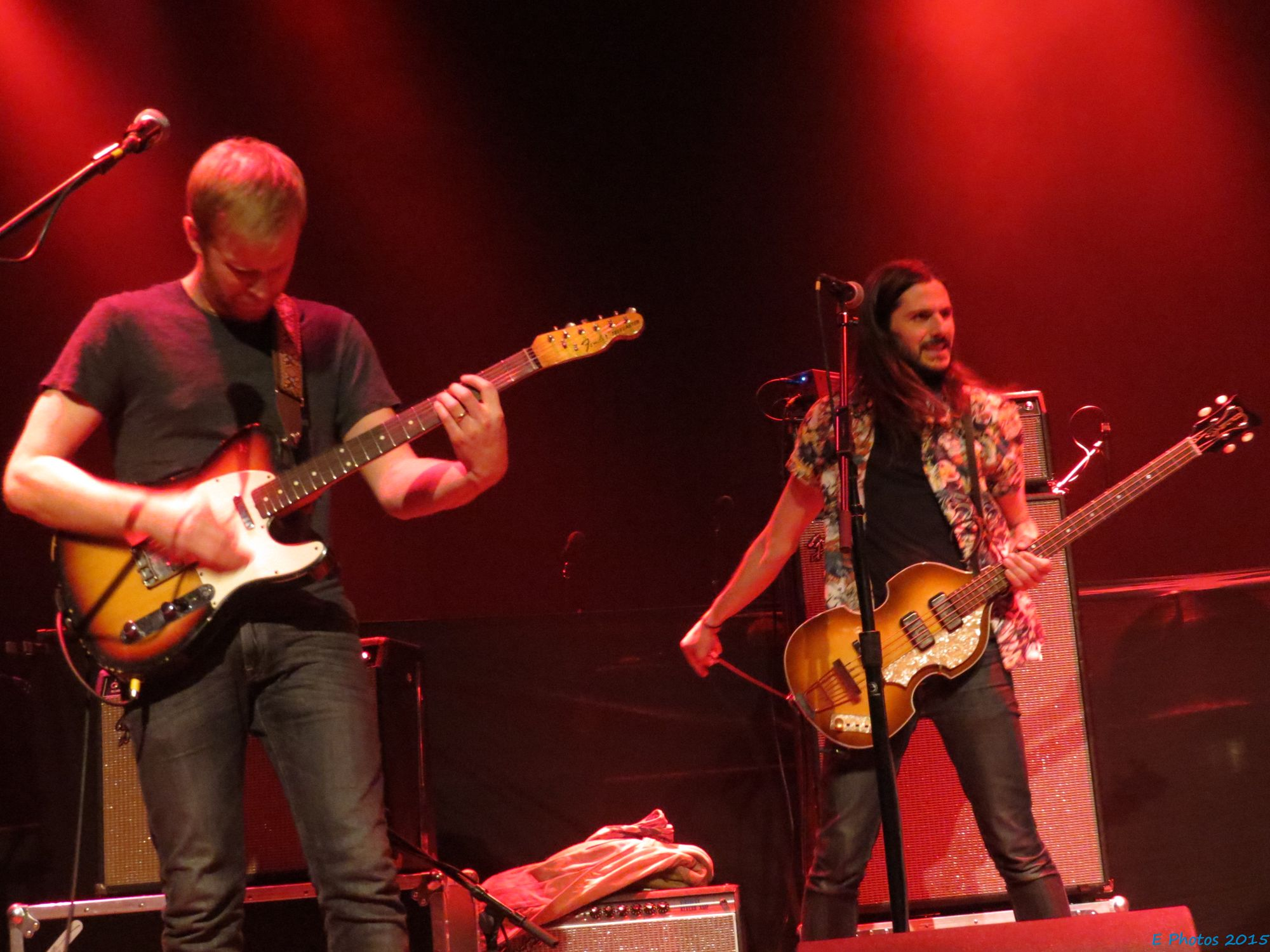
Il chitarrista Paul Sayer (a sinistra) e il bassista Nick Fyffe (a destra)

### Componenti al momento dello scioglimento
- Phil Campbell – voce; occasionalmente chitarra e pianoforte (2011-2019)
- Nick Fyffe – basso (2011-2019)
- Paul Sayer – chitarra (2011-2019)
- Matt White – chitarra (2016-2019)
- Simon Lea – batteria (2017-2019)

### Ex componenti
- Luke Potashnick – chitarra (2011-2015)
- Damon Wilson – batteria (2011-2016)

## Discografia

### Album in studio
- 2013 – The Temperance Movement
- 2016 – White Bear
- 2018 – A Deeper Cut

### Album dal vivo
- 2014 – Live in the UK

### Raccolte
- 2021 – Covers & Rarities
- 2022 – Caught On Stage: Live & Acoustic

### EP
- 2012 – Pride
- 2013 – Live in Session